# Kaş (district)
Kaş is een Turks district in de provincie Antalya en telt 49.629 inwoners (2007). Het district heeft een oppervlakte van 1866,8 km². Hoofdplaats is Kaş.
De bevolkingsontwikkeling van het district is weergegeven in onderstaande tabel.
| 1997   | 2000   | 2007   |
| ------ | ------ | ------ |
| 46.625 | 47.519 | 49.629 |